# Ricardo Caruso Lombardi
Ricardo Daniel Caruso Lombardi (Buenos Aires, Argentina, 10 de febrero de 1962) es un exfutbolista, político, director técnico y columnista argentino. Actualmente está libre. Como futbolista se desempeñaba como volante central y lateral derecho.
Como director técnico, se lo reconoce por salvar a siete equipos de descender, a: El Porvenir (2001), Argentinos Juniors (2007, 2013), Newell's Old Boys (2008), Racing Club (2009), San Lorenzo (2012), Quilmes (2014) y Sarmiento de Junín (2016).
También es el responsable de los ascensos de Deportivo Italiano (1996) y Tigre (2005).

## Trayectoria
Empezó su carrera como entrenador dirigiendo a Defensores de Belgrano en 1994, luego pasó por Sportivo Italiano, ambos en la Primera B . Sus buenos rendimientos en aquellos equipos (con Italiano ascendió a la Primera B Nacional en 1996) hicieron que se fijen en él en la segunda división, y asuma la dirección técnica de Estudiantes de Buenos Aires, club que salvó del descenso en la temporada 1996/97 de la Primera B Nacional. Dirigió a Temperley en 1997 siendo esta la peor campaña en la historia de dicho club, que no solo no pudo evitar el descenso a la tercera categoría, sino que mantuvo conflictos legales/económicos con el entrenador. En 1998 retorna a Sportivo Italiano para dirigirlo nuevamente en la Primera B con el objetivo de ascenderlo nuevamente, pero no se logró dicho resultado. Ya en 1999 vuelve a la Primera B Nacional para dirigir nuevamente a Estudiantes de Buenos Aires para tratar de salvarlo del descenso, objetivo que finalmente no pudo lograr.
En el año 2000 asume en Platense, que hacía poco había descendido de la Primera División de Argentina, sin lograr grandes resultados. En 2001 es contratado por El Porvenir, club que normalmente peleaba por no descender a tercera. En el club de Gerli hizo una gran primera rueda en la temporada 2001/2002, siendo puntero durante varias fechas y terminando en los primeros lugares. En la segunda rueda (disputada en 2002) el rendimiento no fue el mismo, aunque el objetivo de permanecer en la Primera B Nacional estaba cumplido con creces. En 2002 baja un escalón para dirigir otra vez en la Primera B, esta vez a All Boys. Dirige al Albo durante toda la temporada 2002/2003, cumpliendo una buena campaña y quedando en las puertas del ascenso. Decide quedarse a intentarlo de nuevo en la temporada siguiente, pero luego de un irregular arranque, decide renunciar. 
Entre 2004 y 2005 dirigió al Tigre bicampeón de la Primera B, realizando una campaña excepcional, con tan solo una derrota en 40 partidos, logrando no solo el ascenso directo al Nacional B, sino que el equipo consiguió resultados favorables ante equipos y en escenarios que tradicionalmente eran esquivos para el club de Victoria, destacándose el doble triunfo en el clásico contra Platense, el primero en condición de visitante con vuelta olímpica incluida. Ya nuevamente en la Primera B Nacional, ahora diriendo a Tigre, se mantiene sin problemas haciendo buenas campañas.
Gracias a su éxito con Tigre, junto con una recomendación de Diego Maradona, Caruso Lombardi tuvo la chance de dirigir en Primera División por primera vez, firmando con Argentinos Juniors. El equipo de La Paternal venía de jugar la Promoción seis meses antes y estaba necesitado de sumar puntos para asegurar su continuidad en la categoría. Tras un buen torneo Clausura 2007 en el que Argentinos terminó en la mitad superior de la tabla, Caruso Lombardi se alejó del club, aduciendo que lo hacía por motivos personales, después de tener algún altercado con referentes del equipo.
A mitad del siguiente campeonato, Caruso Lombardi firmó con Newell's Old Boys tras la renuncia de su antecesor, Pablo Marini, al caer derrotado justamente contra Argentinos por 4 a 0. El equipo de Rosario se encontraba en zona de descenso directo y recurrió a Caruso Lombardi debido a su efectividad con el Bicho. El equipo no solo logró salvarse del descenso, sino también evitó jugar la Promoción en 2008. Esto le valió el apodo de «Salvador de equipos que pelean el descenso». Finalizado el Clausura 2008, sin embargo, Caruso Lombardi se alejó del club por conflictos con la dirigencia y algunos referentes del plantel.
En noviembre de 2008, por iniciativa del programa de televisión Estudio Fútbol, dirigió por un partido a Ferrocarril Urquiza, de la Primera D, durante el clásico contra Central Ballester. FC Urquiza se encontraba último en la tabla con tan sólo cuatro puntos en quince partidos, pero bajo la conducción de Caruso Lombardi lograron ganar el clásico por 3 a 0.
Durante el Clausura 2009 recaló, una vez más, en un equipo comprometido con el descenso, esta vez un grande del fútbol argentino, Racing Club, que llevaba tres derrotas en igual cantidad de partidos hasta ese momento. Bajo la conducción de Caruso Lombardi, Racing sumó 30 puntos en 16 partidos, terminó el torneo quinto y se salvó de tener que disputar la promoción por segunda temporada consecutiva. La fiebre del Caruso salvador de descensos se confirmaba. Al finalizar el campeonato, la dirigencia le permitió conformar un plantel de su gusto, sumando una gran cantidad de refuerzos mientras que, por pedido del entrenador, se le permitió a Franco Zuculini, Franco Sosa y José Shaffer continuar sus carreras en Europa. El equipo fue un fracaso rotundo, y tras ocho fechas sin victorias, renunció a su cargo tras una derrota en casa ante Boca Juniors por 2 a 1.
A fines de ese mismo año concretó su retorno a Tigre, que ya había ascendido hace tiempo a Primera División, donde reemplazó a Diego Cagna, para el Clausura 2010. En su regreso al Matador, dirigió al equipo a dos decimoprimeros puestos consecutivos. Hacia el final del Apertura 2010, el futbolista Juan Camilo Angulo denunció ante la prensa que el técnico le habría reclamado a su representante dinero a cambio de ponerlo de titular. A raíz de este incidente, sumado al disgusto de la dirigencia del club por la gran exposición mediática del entrenador y sus cruces con hinchas y árbitros, su contrato no fue renovado al finalizar el campeonato.
En el Clausura 2011 fue contratado como entrenador por Quilmes, tras la renuncia de Leonardo Madelón. Quilmes estaba muy comprometido con el descenso, pero Caruso Lombardi no logró hacer honor a su fama de "bombero del descenso", y pese a un leve repunte en los resultados, Quilmes descendió a la Primera B Nacional al terminar la temporada último en la tabla de los promedios. En la segunda categoría del fútbol argentino, dirigió a Quilmes hasta la fecha 27 del el certamen (dejando al Cervecero en el cuarto puesto de la tabla), cuando abandonó su cargo para sumarse a San Lorenzo de Almagro, otro equipo en peligro de descenso y que la estaba pasando mal en la Primera División.
Con San Lorenzo logró evitar el descenso directo en la última fecha del torneo y alcanzar la Promoción contra Instituto de Córdoba. Con una victoria de visitante y un empate de local, San Lorenzo se aseguró la permanencia en Primera División. La delicada situación del club provocó la renuncia de la comisión directiva dirigida por Carlos Abdo y su reemplazo con una nueva dirección encabezada por Matías Lammens y Marcelo Tinelli. Con la llegada de la nueva dirigencia arribaron refuerzos de perfil más alto como Franco Jara y Denis Stracqualursi, pero en el comienzo del siguiente torneo el conjunto de Caruso Lombardi no consiguió los resultados esperados. Al cabo de diez fechas, en las que San Lorenzo sumó igual cantidad de puntos y seguía en zona de descenso, y tras múltiples declaraciones polémicas del entrenador,[cita requerida] Caruso Lombardi fue despedido de su cargo, y Juan Antonio Pizzi fue presentado como su reemplazante.
En diciembre de 2012 le fue ofrecido el cargo de director técnico de Unión de Santa Fe, pero Caruso Lombardi rechazó la oferta, ya que debido a problemas personales no deseaba abandonar la ciudad de Buenos Aires. Tras algunos meses, volvió a la dirección técnica en 2013 para comenzar su segunda etapa como director técnico en Argentinos Juniors. Su retorno se produjo en un partido que el equipo de La Paternal jugó ante Boca en La Bombonera, que terminó empatado en 1. Fue alternando buenas y malas, hasta tener varias derrotas consecutivas que produjeron un giro en su dirección técnica. Junto con el presidente Luis Segura, acordaron apartar del plantel a Aníbal Matellán, Ariel Garcé y Diego Placente tras la derrota por 3 a 1 ante Belgrano en condición de local. Luego, apostó por muchos jugadores de las inferiores y logró salvarse del descenso con un triunfo agónico por 1-0 ante Newell's en condición de visitante, reciente campeón del Torneo Final 2013. Para la temporada 2013-2014, tuvo que reconstruir un equipo desmantelado, y para eso realizó más de 15 incorporaciones, destacándose Pablo Migliore y Facundo Coria, este último campeón en el Clausura 2010 de la mano de Claudio Borghi. Sin embargo, posteriormente logró tres triunfos consecutivos que lo posicionaron en la cima del Torneo Inicial. Pero el equipo bajó el rendimiento con varios altibajos que produjeron la salida de Caruso, aduciendo que estaba cansado de luchar por el descenso y quería descansar.
El 17 de febrero de 2014 comienza su segundo ciclo al frente de Quilmes, reemplazando a Blas Armando Giunta, con el objetivo de salvar del descenso al Cervecero en la temporada 2013-2014, cosa que consigue a falta de una fecha para el final del torneo, volviendo a lograr la permanencia de un equipo.
A mediados del año 2014, inició su etapa como entrenador de Tristán Suárez, volviendo a dirigir a un conjunto de la Primera B tras nueve años, siendo su última vez a Tigre en la temporada 2004/05. En Tristán Suárez tuvo el objetivo y un equipo armado para ascender a la segunda categoría, pero quedó muy cerca del ascenso. En mayo de 2015 arribó al banco de Arsenal de Sarandí en reemplazo de Martín Palermo. La campaña con el Arse fue mediocre en la Primera División y renunció antes del final del torneo. 
En marzo del 2016 asumió en Sarmiento de Junín por 10 fechas, en la última fecha lo salvó del descenso frente a Olimpo de Bahía Blanca con gol de Renzo Spinacci en los 90 minutos.
A fines de septiembre de 2016, tras la sorpresiva renuncia de Eduardo Domínguez, asume en Huracán al día siguiente.Esta vez con una misión distinta, no salvarlo del descenso sino de motivar a un plantel desmoralizado, pero que hasta hace poco había disputado copas internacionales. Según declaraciones del presidente Nadur, esta vez Caruso «tenía la oportunidad de demostrar sus cualidades sin el apremio sufrido en sus clubes anteriores», con todo un torneo largo por delante. Con solo tres entrenamientos realizados, dirigió su primer partido un día y medio después de su asunción, consiguiendo una victoria como visitante ante Atlético Tucumán por 2-0. Sin embargo, el equipo no funcionó y Caruso solo duró 8 partidos en el Globo, sin poder lograr más victorias que esa.
A mediados de 2017, emprende un nuevo regreso a Tigre para disputar la nueva temporada, pero no logró un ciclo bueno y renunció luego de una floja campaña.
En 2019 es convencido por San Martín de Tucumán para asumir la dirección técnica de un equipo en una situación crítica con el descenso.Caruso Lombardi asumió faltando 6 fechas con el equipo último en la tabla de promedios y en absoluta crisis anímica y de resultados. Poco pudo revertir el entrenador la delicada situación y el "Santo tucumano" descendió a la Primera B Nacional. Luego dirigió al equipo en la Copa de la Superliga 2019 perdiendo la primera llave con Unión de Santa Fe por un global de 3-0.
A fines de ese año, decide asumir en Belgrano de Córdoba, recientemente descendido a la Primera B Nacional y cuyo objetivo era la vuelta rápida a Primera.El equipo se encontraba en una mala posición, y Caruso logró repuntar su andar, logrando rondar los primeros puestos. Luego de la reanudación del torneo pospandemia, una derrota ante Barracas Central en el último minuto, a fines de 2020, fue el detonante para que Caruso arremeta públicamente en contra del presidente de AFA Claudio Tapia (expresidente de Barracas e identificado con ese club) y otros funcionarios, a los que acusó de manipular arbitrajes y resultados. A las pocas semanas, y pese a estar en una posición expectante en la tabla, renuncia sorpresivamente a su cargo "para no perjudicar a Belgrano", aduciendo persecuciones en su contra por parte de Tapia y su gente, y que esto sería también perseguir a su equipo.
Desde 2021 hasta 2024, participó del programa TN Deportivo como columnista, por la señal de cable Todo Noticias.
En paralelo a esto, en el 2024 incursionaría en el mundo del Streaming con el programa deportivo llamado Tres al Frente del canal Señal Sports, colaborando con el YouTuber, streamer, abogado y periodista Agustín Muzzu y con el periodista Fernando Carrafiello. Desde el mes de abril, fue reemplazado por el periodista Tano Santarsiero.
En ese mismo año 2024 y tras tantas especulaciones, Caruso vuelve a ser Director Técnico, en esta oportunidad del Miramar Misiones uruguayo con la intención de librarlos del descenso. Si bien se hablaba que podía ser mánager, finalmente y tras tres años se confirmó que su labor estaría en comandar al equipo. Días antes de que sea oficial, Lombardi estuvo presente viendo el partido entre sus futuros dirigidos y Cerro en el empate 2-2.
Un mes después, Ricardo Caruso Lombardi dejó de ser el técnico de Miramar Misiones debido a que los resultados no eran los esperados y por haber insultado de forma enérgica a un árbitro con insultos racistas que, pese a admitir su grave error, le costaron cinco fechas de suspensión, a lo que adjudicó que no podía estar cinco partidos sin dirigir. Además, que considera que no es normal que le pongan 70 micrófonos a él y uno a los demás, que la cámara lo enfoque todo el tiempo. Continuó asegurando que están esperando que él pise el palito y eso a él le molesta. Se estaba sintiendo presionado de esa manera y no quiere perjudicar al club. De esta forma, finalizó su primer ciclo en un club internacional.
Luego de su fin en el fútbol uruguayo, regresó a TN Deportivo el 8 de junio de 2024.

## Clubes

### Como futbolista
| Club                   | País      | Año       |
| ---------------------- | --------- | --------- |
| Argentinos Juniors     | Argentina | 1981      |
| Deportivo Italiano     | Argentina | 1982-1983 |
| Argentinos Juniors     | Argentina | 1983      |
| Atlanta                | Argentina | 1984      |
| Deportivo Italiano     | Argentina | 1985-1986 |
| Almagro                | Argentina | 1986-1989 |
| Chacarita Juniors      | Argentina | 1989-1990 |
| Defensores de Belgrano | Argentina | 1990-1992 |

### Como mánager
| Club              | País      | Año       |
| ----------------- | --------- | --------- |
| Deportivo Español | Argentina | 2021-2024 |

### Estadísticas como entrenador
Actualizado el 11 de mayo de 2024 
| Equipo                           | Torneo                           | Estadísticas | Estadísticas | Estadísticas | Estadísticas | Estadísticas | Estadísticas | Estadísticas | Estadísticas | Estadísticas |
| Equipo                           | Torneo                           | PJ           | G            | E            | P            | GF           | GC           | DG           | Efectividad  | Puntos       |
| -------------------------------- | -------------------------------- | ------------ | ------------ | ------------ | ------------ | ------------ | ------------ | ------------ | ------------ | ------------ |
| Defensores de Belgrano Argentina | 1993/94                          | 6            | 3            | 1            | 2            | 5            | 4            | +1           | 55.56%       | 10           |
| Defensores de Belgrano Argentina | Octogonal 1993/94                | 2            | 0            | 1            | 1            | 3            | 4            | -1           | 16.67%       | 1            |
| Defensores de Belgrano Argentina | 1994/95                          | 34           | 10           | 16           | 8            | 32           | 35           | -3           | 45.1%        | 46           |
| Defensores de Belgrano Argentina | Total                            | 42           | 13           | 18           | 11           | 40           | 43           | -3           | 45.24%       | 57           |
| Deportivo Italiano Argentina     |                                  |              |              |              |              |              |              |              |              |              |
| 1995/96                          | 36                               | 21           | 7            | 8            | 67           | 29           | +38          | 64.81%       | 70           |              |
| Final 1995/96                    | 3                                | 1            | 2            | 0            | 3            | 1            | +2           | 55.56%       | 5            |              |
| Total                            | 39                               | 22           | 9            | 8            | 70           | 30           | +40          | 64.1%        | 75           |              |
| Temperley Argentina              | 1996/97                          | 16           | 2            | 9            | 5            | 14           | 22           | -8           | 31.25%       | 15           |
| Temperley Argentina              | Total                            | 16           | 2            | 9            | 5            | 14           | 22           | -8           | 31.25%       | 15           |
| Estudiantes (BA) Argentina       | 1996/97                          | 12           | 5            | 5            | 2            | 16           | 11           | +5           | 55.56%       | 20           |
| Estudiantes (BA) Argentina       | 1997/98                          | 30           | 12           | 9            | 9            | 43           | 37           | +6           | 50%          | 45           |
| Estudiantes (BA) Argentina       | Total                            | 42           | 17           | 14           | 11           | 59           | 48           | +11          | 51.59%       | 65           |
| Deportivo Italiano Argentina     | 1997/98                          | 14           | 6            | 3            | 5            | 27           | 30           | -3           | 50%          | 21           |
| Deportivo Italiano Argentina     | 1998/99                          | 11           | 4            | 4            | 3            | 17           | 15           | +2           | 48.48%       | 16           |
| Deportivo Italiano Argentina     | Total                            | 25           | 10           | 7            | 8            | 44           | 45           | -1           | 49.33%       | 37           |
| Deportivo Italiano Argentina     | Total en Italiano                | 64           | 32           | 16           | 16           | 114          | 75           | +39          | 58.33%       | 112          |
| Estudiantes (BA) Argentina       | 1998/99                          | 20           | 3            | 5            | 12           | 24           | 38           | -14          | 23.33%       | 14           |
| Estudiantes (BA) Argentina       | Total                            | 20           | 3            | 5            | 12           | 24           | 38           | -14          | 23.33%       | 14           |
| Estudiantes (BA) Argentina       | Total en Estudiantes (BA)        | 62           | 20           | 19           | 23           | 83           | 86           | -3           | 42.47%       | 79           |
| Platense Argentina               | 1999/00                          | 8            | 2            | 2            | 4            | 11           | 12           | -1           | 33.33%       | 8            |
| Platense Argentina               | 2000/01                          | 11           | 4            | 3            | 4            | 11           | 10           | +1           | 45.45%       | 15           |
| Platense Argentina               | Total                            | 19           | 6            | 5            | 8            | 22           | 22           | 0            | 40.35%       | 23           |
| El Porvenir Argentina            | 2001/02                          | 24           | 9            | 11           | 4            | 24           | 20           | +4           | 52.78%       | 38           |
| El Porvenir Argentina            | Grupo B 2001/02                  | 1            | 1            | 0            | 0            | 2            | 1            | +1           | 100%         | 3            |
| El Porvenir Argentina            | Total                            | 25           | 10           | 11           | 4            | 26           | 21           | +5           | 54.67%       | 41           |
| All Boys Argentina               | 2002/03                          | 36           | 17           | 13           | 6            | 53           | 38           | +15          | 59.26%       | 64           |
| All Boys Argentina               | Reducido 2002/03                 | 6            | 2            | 3            | 1            | 6            | 5            | +1           | 50%          | 9            |
| All Boys Argentina               | Promoción 2002/03                | 2            | 0            | 2            | 0            | 2            | 2            | 0            | 33.33%       | 2            |
| All Boys Argentina               | 2003/04                          | 16           | 5            | 7            | 4            | 17           | 16           | +1           | 45.83%       | 22           |
| All Boys Argentina               | Total                            | 60           | 24           | 25           | 11           | 78           | 61           | +17          | 53.89%       | 97           |
| Tigre Argentina                  | 2003/04                          | 26           | 9            | 5            | 12           | 21           | 28           | -7           | 41.03%       | 32           |
| Tigre Argentina                  | 2004/05                          | 40           | 27           | 12           | 1            | 72           | 24           | +48          | 77.5%        | 93           |
| Tigre Argentina                  | 2005/06                          | 38           | 12           | 19           | 7            | 29           | 26           | +3           | 48.25%       | 55           |
| Tigre Argentina                  | 2006/07                          | 19           | 10           | 5            | 4            | 23           | 17           | +6           | 61.4%        | 35           |
| Tigre Argentina                  | Total                            | 123          | 58           | 41           | 24           | 145          | 95           | +50          | 58.27%       | 215          |
| Argentinos Juniors Argentina     |                                  |              |              |              |              |              |              |              |              |              |
| 2006/07                          | 19                               | 6            | 8            | 5            | 21           | 17           | +4           | 45.61%       | 26           |              |
| 2007/08                          | 5                                | 2            | 0            | 3            | 7            | 7            | 0            | 40%          | 6            |              |
| Total                            | 24                               | 8            | 8            | 8            | 28           | 24           | +4           | 44.44%       | 32           |              |
| Newell's Old Boys Argentina      | 2007/08                          | 28           | 13           | 6            | 9            | 29           | 27           | +2           | 53.57%       | 45           |
| Newell's Old Boys Argentina      | Total                            | 28           | 13           | 6            | 9            | 29           | 27           | +2           | 53.57%       | 45           |
| UAI Urquiza Argentina            | 2008                             | 1            | 1            | 0            | 0            | 3            | 0            | +3           | 100%         | 3            |
| UAI Urquiza Argentina            | Total                            | 1            | 1            | 0            | 0            | 3            | 0            | +3           | 100%         | 3            |
| Racing Club Argentina            | 2008/09                          | 16           | 8            | 6            | 2            | 21           | 12           | +9           | 62.5%        | 30           |
| Racing Club Argentina            | 2009/10                          | 8            | 0            | 4            | 4            | 5            | 10           | -5           | 16.67%       | 4            |
| Racing Club Argentina            | Total                            | 24           | 8            | 10           | 6            | 26           | 22           | +4           | 47.22%       | 34           |
| Tigre Argentina                  | 2009/10                          | 19           | 7            | 3            | 9            | 28           | 26           | +2           | 42.11%       | 24           |
| Tigre Argentina                  | 2010/11                          | 19           | 7            | 4            | 8            | 23           | 24           | -1           | 43.86%       | 25           |
| Tigre Argentina                  | Total                            | 38           | 14           | 7            | 17           | 51           | 50           | +1           | 42.98%       | 49           |
| Quilmes Argentina                | 2010/11                          | 15           | 5            | 5            | 5            | 22           | 20           | +2           | 44.44%       | 20           |
| Quilmes Argentina                | 2011/12                          | 27           | 13           | 10           | 4            | 41           | 16           | +25          | 60.49%       | 49           |
| Quilmes Argentina                | CA 2011/12                       | 1            | 1            | 0            | 0            | 2            | 1            | +1           | 100%         | 3            |
| Quilmes Argentina                | Total                            | 43           | 19           | 15           | 9            | 65           | 37           | +28          | 55.81%       | 72           |
| San Lorenzo Argentina            | 2011/12                          | 11           | 4            | 5            | 2            | 15           | 10           | +5           | 51.52%       | 17           |
| San Lorenzo Argentina            | CA 2011/12                       | 2            | 0            | 1            | 1            | 1            | 3            | -2           | 16.67%       | 1            |
| San Lorenzo Argentina            | P 2011/12                        | 2            | 1            | 1            | 0            | 3            | 1            | +2           | 66.67%       | 4            |
| San Lorenzo Argentina            | 2012/13                          | 10           | 2            | 4            | 4            | 6            | 11           | -5           | 33.33%       | 10           |
| San Lorenzo Argentina            | Total                            | 25           | 7            | 11           | 7            | 25           | 25           | 0            | 42.67%       | 32           |
| Argentinos Juniors Argentina     | 2012/13                          | 14           | 4            | 5            | 5            | 11           | 13           | -2           | 40.48%       | 17           |
| Argentinos Juniors Argentina     | 2013/14                          | 19           | 7            | 4            | 8            | 17           | 19           | -2           | 43.86%       | 25           |
| Argentinos Juniors Argentina     | Total                            | 33           | 11           | 9            | 13           | 28           | 32           | -4           | 42.42%       | 42           |
| Argentinos Juniors Argentina     | Total en Argentinos              | 57           | 19           | 17           | 21           | 56           | 56           | 0            | 43.27%       | 74           |
| Quilmes Argentina                | 2013/14                          | 17           | 7            | 3            | 7            | 16           | 19           | -3           | 47.06%       | 24           |
| Quilmes Argentina                | Total                            | 17           | 7            | 3            | 7            | 16           | 19           | -3           | 47.06%       | 24           |
| Quilmes Argentina                | Total en Quilmes                 | 60           | 26           | 18           | 16           | 81           | 56           | +25          | 53.33%       | 96           |
| Tristán Suárez Argentina         | 2014                             | 20           | 11           | 6            | 3            | 24           | 14           | +10          | 65%          | 39           |
| Tristán Suárez Argentina         | Reducido 2014                    | 4            | 2            | 1            | 1            | 4            | 3            | +1           | 58.33%       | 7            |
| Tristán Suárez Argentina         | Total                            | 24           | 13           | 7            | 4            | 28           | 17           | +11          | 63.89%       | 46           |
| Arsenal Argentina                | 2015                             | 18           | 6            | 3            | 9            | 17           | 24           | -7           | 38.89%       | 21           |
| Arsenal Argentina                | Sudamericana 2015                | 2            | 0            | 1            | 1            | 1            | 2            | -1           | 16.67%       | 1            |
| Arsenal Argentina                | Total                            | 20           | 6            | 4            | 10           | 18           | 26           | -8           | 33.33%       | 22           |
| Sarmiento (J) Argentina          | 2016                             | 10           | 3            | 4            | 3            | 5            | 6            | -1           | 43.33%       | 13           |
| Sarmiento (J) Argentina          | Total                            | 10           | 3            | 4            | 3            | 5            | 6            | -1           | 43.33%       | 13           |
| Huracán Argentina                | 2016/17                          | 8            | 1            | 2            | 5            | 6            | 11           | -5           | 20.83%       | 5            |
| Huracán Argentina                | Total                            | 8            | 1            | 2            | 5            | 6            | 11           | -5           | 20.83%       | 5            |
| Tigre Argentina                  | 2016/17                          | 3            | 2            | 0            | 1            | 4            | 2            | +2           | 66.67%       | 6            |
| Tigre Argentina                  | 2017-18                          | 10           | 1            | 5            | 4            | 7            | 13           | -6           | 26.67%       | 8            |
| Tigre Argentina                  | Total                            | 13           | 3            | 5            | 5            | 11           | 15           | -4           | 35.9%        | 14           |
| Tigre Argentina                  | Total en Tigre                   | 174          | 75           | 53           | 46           | 207          | 160          | +47          | 53.26%       | 278          |
| San Martín (T) Argentina         | 2018-19                          | 5            | 1            | 2            | 2            | 6            | 8            | -2           | 33.33%       | 5            |
| San Martín (T) Argentina         | CA 2018/19                       | 1            | 0            | 1            | 0            | 2            | 2            | 0            | 33.33%       | 1            |
| San Martín (T) Argentina         | CSA 2019                         | 2            | 0            | 1            | 1            | 1            | 4            | -3           | 16.67%       | 1            |
| San Martín (T) Argentina         | Total                            | 8            | 1            | 4            | 3            | 9            | 14           | -5           | 29.17%       | 7            |
| Belgrano Argentina               | B Nacional 2019/20               | 8            | 3            | 5            | 0            | 9            | 6            | +3           | 58.33%       | 14           |
| Belgrano Argentina               | Transición Primera Nacional 2020 | 5            | 3            | 1            | 1            | 6            | 1            | +5           | 66.67%       | 10           |
| Belgrano Argentina               | Total                            | 13           | 6            | 6            | 1            | 15           | 7            | +8           | 61.54%       | 21           |
| Miramar Misiones · Uruguay       | Torneo Apertura 2024             | 5            | 1            | 1            | 3            | 7            | 11           | -4           | 26.67%       | 4            |
| Miramar Misiones · Uruguay       | Total                            | 5            | 1            | 1            | 3            | 7            | 11           | -4           | 26.67%       | 4            |
| Total en sus equipos             | Total en sus equipos             | 748          | 282          | 248          | 213          | 889          | 769          | +120         | 48.62%       | 1091         |

#### Resumen por competencias
| Torneo             | Estadísticas | Estadísticas | Estadísticas | Estadísticas | Estadísticas | Estadísticas | Estadísticas | Estadísticas | Estadísticas     |
| Torneo             | PJ           | G            | E            | P            | GF           | GC           | DG           | Efectividad  | Mejor resultado  |
| ------------------ | ------------ | ------------ | ------------ | ------------ | ------------ | ------------ | ------------ | ------------ | ---------------- |
| Primera División   | 255          | 86           | 74           | 95           | 266          | 280          | -14          | 43,40%       | 5.º Lugar        |
| Primera División   | 5            | 1            | 1            | 3            | 7            | 11           | -4           | 26,67%       | 15.º lugar       |
| Primera B Nacional | 224          | 80           | 84           | 60           | 268          | 242          | +26          | 48,21%       | 4.º lugar        |
| Primera B          | 240          | 112          | 78           | 50           | 324          | 216          | +108         | 57,50%       | Campeón          |
| Primera D          | 1            | 1            | 0            | 0            | 3            | 0            | +3           | 100%         | Inc.             |
| Copa Argentina     | 4            | 1            | 2            | 1            | 5            | 6            | -1           | 41,67%       | Cuartos de final |
| Copa Sudamericana  | 2            | 0            | 1            | 1            | 1            | 2            | -1           | 16,67%       | Primera fase     |

Actualizado el 11 de mayo de 2024 

## Palmarés

### Como futbolista
| Título    | Club                   | País      | Año     |
| --------- | ---------------------- | --------- | ------- |
| Primera B | Deportivo Italiano     | Argentina | 1986    |
| Primera C | Defensores de Belgrano | Argentina | 1991-92 |

### Como entrenador
| Título    | Club  | País      | Año     |
| --------- | ----- | --------- | ------- |
| Primera B | Tigre | Argentina | 2004-05 |

## Programas
| Año       | Programa       | Medio      | Canal         | Rol        |
| --------- | -------------- | ---------- | ------------- | ---------- |
| 2021—2025 | TN Deportivo   | Televisión | Todo Noticias | Columnista |
| 2024      | Tres al Frente | Streaming  | Señal Sports  | Conductor  |